# Vieux-Ruffec
Vieux-Ruffec ist eine französische Gemeinde mit 108 Einwohnern (Stand: 1. Januar 2022) im Département Charente in der Region Nouvelle-Aquitaine (vor 2016 Poitou-Charentes); sie gehört zum Arrondissement Confolens und zum Kanton Charente-Bonnieure. Die Einwohner werden Vieux-Ruffécois genannt.

## Geographie
Vieux-Ruffec liegt etwa 47 Kilometer nordnordöstlich von Angoulême. Vieux-Ruffec wird umgeben von den Nachbargemeinden Le Bouchage im Norden, Benest im Nordosten, Champagne-Mouton im Osten und Südosten sowie Nanteuil-en-Vallée im Süden und Westen.

## Bevölkerungsentwicklung
| Jahr                       | 1962 | 1968 | 1975 | 1982 | 1990 | 1999 | 2006 | 2019 |
| Einwohner                  | 181  | 136  | 132  | 111  | 85   | 98   | 100  | 109  |
| Quellen: Cassini und INSEE |      |      |      |      |      |      |      |      |

## Sehenswürdigkeiten
- Kirche Notre-Dame aus dem 12. Jahrhundert, seit 2002 Monument historique

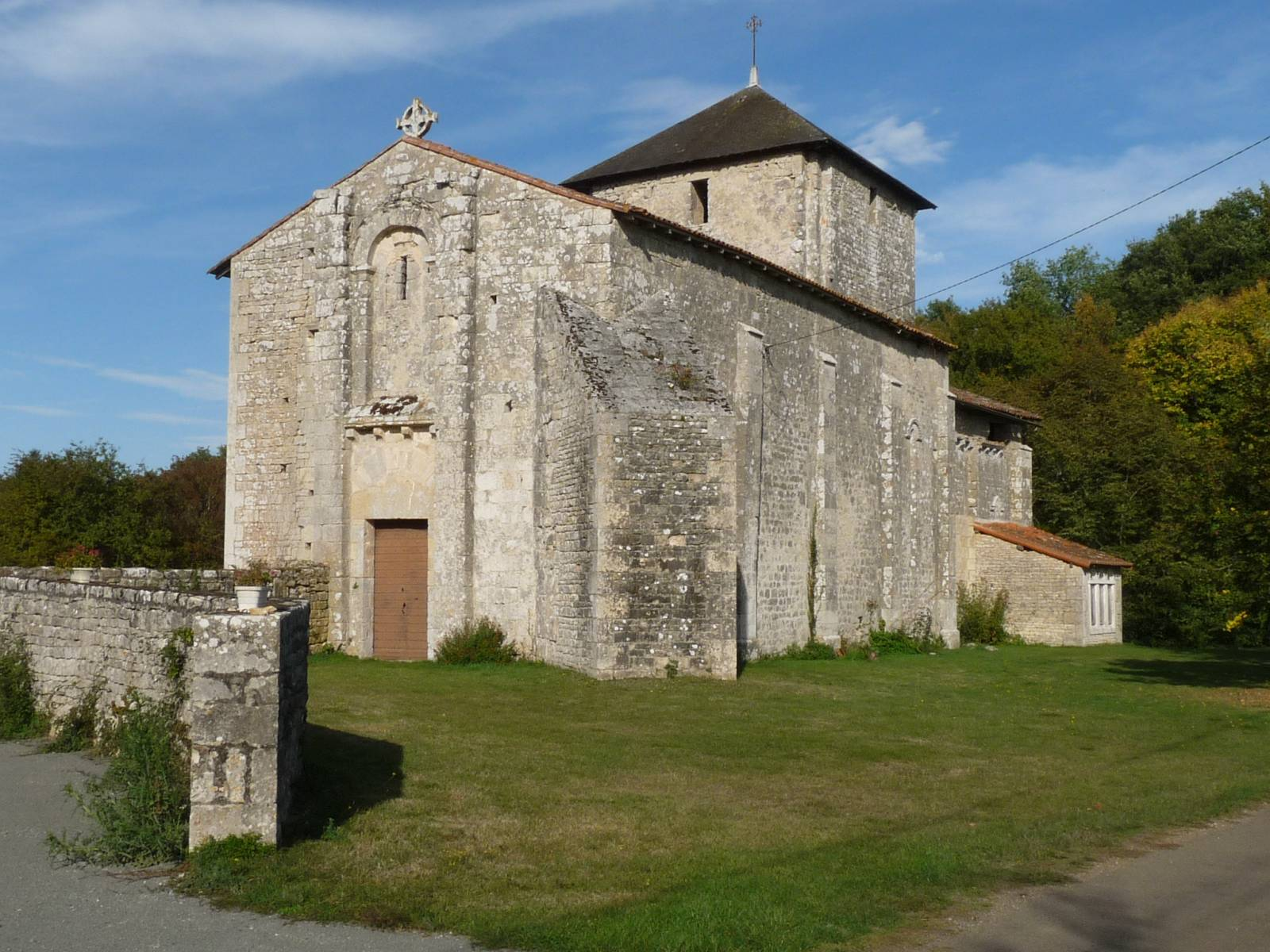
Kirche Notre-Dame